# Karolina Kórház (Kolozsvár)

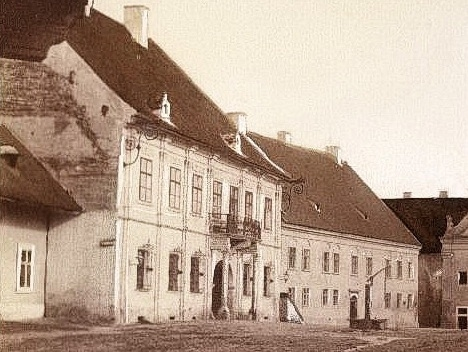
A kórház 1860 körül (Veress Ferenc felvétele)

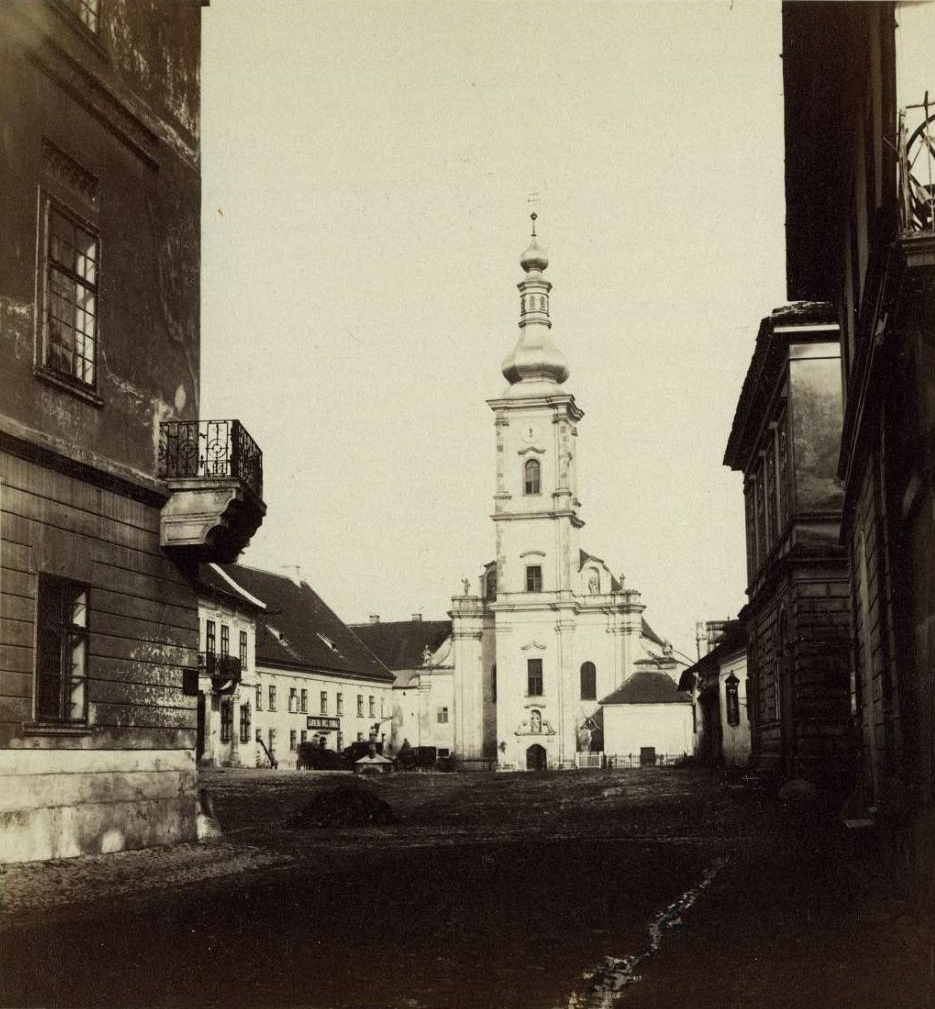
A Karolina tér 1869-ben, balra a Karolina Kórház (Veress Ferenc felvétele)

A Karolina Kórház Kolozsvár egyik egészségügyi intézménye volt a 19. század eleje és 1919 között.

## Története
1799-ben királyi rendelet intézkedett egy „orvos-sebészi kóroda" felállításáról, és egy 1800-ban tartott városi tanácsülésen tárgyalták is a „betegház felállítására kirendelt gubernalis commissio" jelentését, de további lépések megtételéről nincs adat. A Kolozsváron létesítendő országos kórház felállításáról az erdélyi országgyűlés 1811-ben rendelkezett, de az intézmény 1818 előtti működésének nincs nyoma. A kórház felállításának forrását egy különadó formájában teremtették meg, amelyet nemeseknek és polgároknak egyaránt kellett fizetniük, és amely telkenként 14 váltó krajcárt jelentett. Ez azonban a napóleoni háborúkat követő nehéz gazdasági helyzetben nem volt elégséges, így a különböző gyűjtések és alapítványok mellett a város átengedte a komédiások, mechanikusok, optikusok és farsangi bálok tizedrész jövedelmének 2/3-át, valamint a városi büntetéspénzeket. 1817. augusztus 18–27. között I. Ferenc és felesége, Karolina Auguszta látogatást tettek Kolozsváron. A császárné alapítványt tett a kórház javára, a császár pedig sójárandóságot adományozott. Ekkor jelölte ki a gubernium az intézménynek a Kispiacon az 1787-ben feloszlatott ferences harmadik rendi nővérek kolostorát; utóbb hozzá csatolták a nyugati szomszédjában levő Mikes-házat is. 
1820. november 19-én királyi rendelet engedélyezte, hogy a kórház felvegye a Karolina nevet; feltehetőleg ekkor nyílt meg az intézmény. A királyi rendelet egyben azt is tartalmazza, hogy „az orvos-sebészeti tanintézet tanulói a betegek ágyánál oktattassanak". A gubernium határozata szerint az  intézményben „a Kolozsvárott beteggé lettek, kik magúkat gyógyíttatni nem képesek, személy, vallás, nemzet, haza és születés különbsége nélkül bevétessenek, ingyen gyógyíttassanak s felgyógyulásokig vagy esetleg halálokig tápláltassanak, s megtolván, eltemettessenek.”
1837-től a városi tanács kérésére itt gyógyították a „bujasenyvben” szenvedő betegeket is, akiket korábban egy fogadóban illetve egy városon kívül bérelt házban helyeztek el. A kezelés költségét (egy hónapra 15 váltóforintot) a város állta. Ugyanakkor a beteg prostituáltakat a kórház nem fogadta be. 1841-ben a kórház már nem volt képes befogadni az összes beteget, ezért kisegítő kórházakat állítottak fel a Középkapu illetve a Bogdánffy-bástya környékén. 1844-ben a kórházban 369 beteget kezeltek.
Az 1848–49-es szabadságharc idején a Karolina Kórházban működött a Magyar Hadsereg Középponti Kórházának anyakórháza.
1851-ben nyílt meg a kórház szülőintézete, 1854. június 1-jén a szemészet, 1857-től pedig az elmegyógyintézet. Utóbbi 1863-ban megszűnt, a betegeket Nagyszebenbe helyezték át. 1862-ben a kórház a központi épületen kívül három másik helyen folytatta tevékenységét, összesen 253 ággyal, ahol az év során 638 beteget kezeltek. 1868-ban a szemészet különvált a sebészettől, és önálló épületbe költözött
1872-ben, a Kolozsvári Tudományegyetem megalapításakor a kórház részben egyetemi klinikává alakult át. A már korábban is szűk épület azonban alkalmatlan volt az oktatás céljaira. 1873-ban alakult ugyan egy bizottság, amely Kolozs megye főispánjának vezetésével megtárgyalta a kórház újjáépítését, de anyagi források hiányában csak elvi megállapításokat tettek. A helyzetet nehezítette, hogy a kórház országos intézményként a belügyminisztériumhoz, az egyetem viszont a vallás- és közoktatásügyi minisztériumhoz tartozott. 1876-ban az akkor hat épülettel rendelkező kórházban már 1967 beteget láttak el. Az új épületegyüttes végül is 1897–1902 között készült el, a Karolina téri épületet 1914-ben bontották le. Az intézmény 1919-ig megőrizte a Karolina Kórház nevet.

## Igazgatói
- 1837–1850 csatószegi Győrfi Mihály[5]
- ?–1858 intseli Szőts József[6]
- 1858. november 4.–1870 csíkszeredai Szabó József[6]
- 1870–1872 intseli Szőts Emil[6][7]
- 1872. május 17. –? Bakonyi József[6]
- 1890–1919. június 13. Engel Gábor[8]